# MuseumFabriek Winterswijk
De MuseumFabriek Winterswijk is een streekmuseum in Winterswijk. Het museum is gevestigd in een voormalige textielfabriek. Het toont een deel van de collectie van de Vereniging Het Museum Winterswijk. Het grootste deel van de meer dan 19.000 stukken bevindt zich in een depot dat ook kan worden bezocht. Tot eind 2012 was de collectie te zien in Museum Freriks. Na een anderhalf jaar durende verbouwing is het museum op 21 februari 2025 heropend. 

## Collectie
Het museum bevat een uitgebreide collectie op het gebied van geologie, lokale geschiedenis, industrieel verleden, kunst en cultuur.

### Geologie
Het museum geeft informatie over de geologische geschiedenis van Winterswijk. Er zijn fossielen, mineralen en andere vondsten te zien, onder ander uit de Winterswijkse steengroeve.

### Lokale geschiedenis
De nadruk ligt op de geschiedenis van Winterswijk in de twintigste eeuw. Belangrijk is de textielindustrie met grote aantallen fabrieksarbeiders en de opkomst van het socialisme. Ook is er aandacht voor de Tweede Wereldoorlog, met aan het einde de tankslag in Het Woold, en de naoorlogse periode waarin de PvdA het dorp bestuurde.

### Industrieel verleden
Van de vroegere textielindustrie in Winterswijk worden historische weefgetouwen getoond. Daarnaast is er grote textielcollectie met kleding van de laatste 150 jaar.

### Kunst en cultuur
Het museum heeft werken van Winterswijkse schilders, waaronder Max van Dam, Ger Heesen, Jaap Rooke, Piet te Lintum en Louis Nijhuis. Op het gebied van de literatuur is aandacht voor leven en werk van de uit Winterswijk afkomstige schrijver Gerrit Komrij. Bijzonder is de verzameling Molukse muziek met muziekinstrumenten en andere memorabilia. Vanaf begin jaren 1950 woont er in Winterswijk een groot aantal Molukkers.

### Molukkers in Vosseveld
Sinds februari 2025 heeft het museum een permanente tentoonstelling over de Molukkers die begin jaren 1950 naar woonoord Vosseveld kwamen. Na sluiting van het kamp in 1969 bleef er een gemeenschap van ongeveer vierhonderd Molukkers in Winterswijk. De meesten wonen in de wijk Hakkelerkamp-oost, waar men ook een eigen kerk heeft. 